# 堅頭天竺鯛
堅頭天竺鯛，又稱大鱗天竺鯛，為輻鰭魚綱鈎頭魚目天竺鯛科天竺鯛屬的一個種。

## 分布
本魚分布於印度太平洋區，包括模里西斯、塞席爾群島、馬爾地夫、台灣、日本、菲律賓、印尼、澳洲、馬里亞納群島、馬紹爾群島、新幾內亞、新喀里多尼亞、東加、帛琉、馬紹爾群島、薩摩亞群島、索羅門群島、斯里蘭卡、斐濟、吉里巴斯、關島、復活節島、法屬波里尼西亞等海域。

## 深度
水深18-55公尺。

## 特徵
本魚體延長而側扁，眼大，口大略下位。體呈暗紅色，體被大櫛鱗且每個鱗片具暗色斑，背部顏色較深，尾鰭深叉，背鰭硬棘7枚;背鰭軟條 9枚;臀鰭硬棘2枚;臀鰭軟條8枚，體長可達4.5公分。

## 生態
本魚棲息於岩礁區或潟湖，白天躲藏於岩洞中，夜間出來覓食，屬肉食性，以小型底棲甲殼類為食。繁殖期時，雄魚具有口孵習性，卵約7日化成仔魚，由雄魚吐出，具短暫的仔魚飄浮期。

## 經濟利用
不具經濟價值。